# АКСМ-843
АКСМ-843 (також БКМ-843) — низькопідлоговий трисекційний трамвай, виготовляється білоруським заводом Білкомунмаш. Призначений для експлуатації на трамвайних лініях з шириною колії 1524 мм. Вагон з двома моторними і одним підтримуючим візком і електронною системою управління на IGBT-модулях тяговими електродвигунами змінного струму випускається в одно- і двосторонньої модифікаціях.

## Оператори
| Країна   | Місто           | Компанія-експлуатант | Тип          | Роки випуску | Кількість вагонів | Замовлено |
| -------- | --------------- | -------------------- | ------------ | ------------ | ----------------- | --------- |
| Білорусь | Мінськ          | Мінськтранс          | БКМ 84300М   | 2008 — 2011  | 5                 | —         |
| Росія    | Казань          | Метроелектротранс    | БКМ 84300М   | 2013 — 2014  | 20                | —         |
| Росія    | Санкт-Петербург | Горелектротранс      | БКМ 84300М   | 2012         | 3                 | —         |
| Україна  | Київ            | Київпастранс         | Богдан TR843 | 2011         | 1                 | —         |

## Галерея

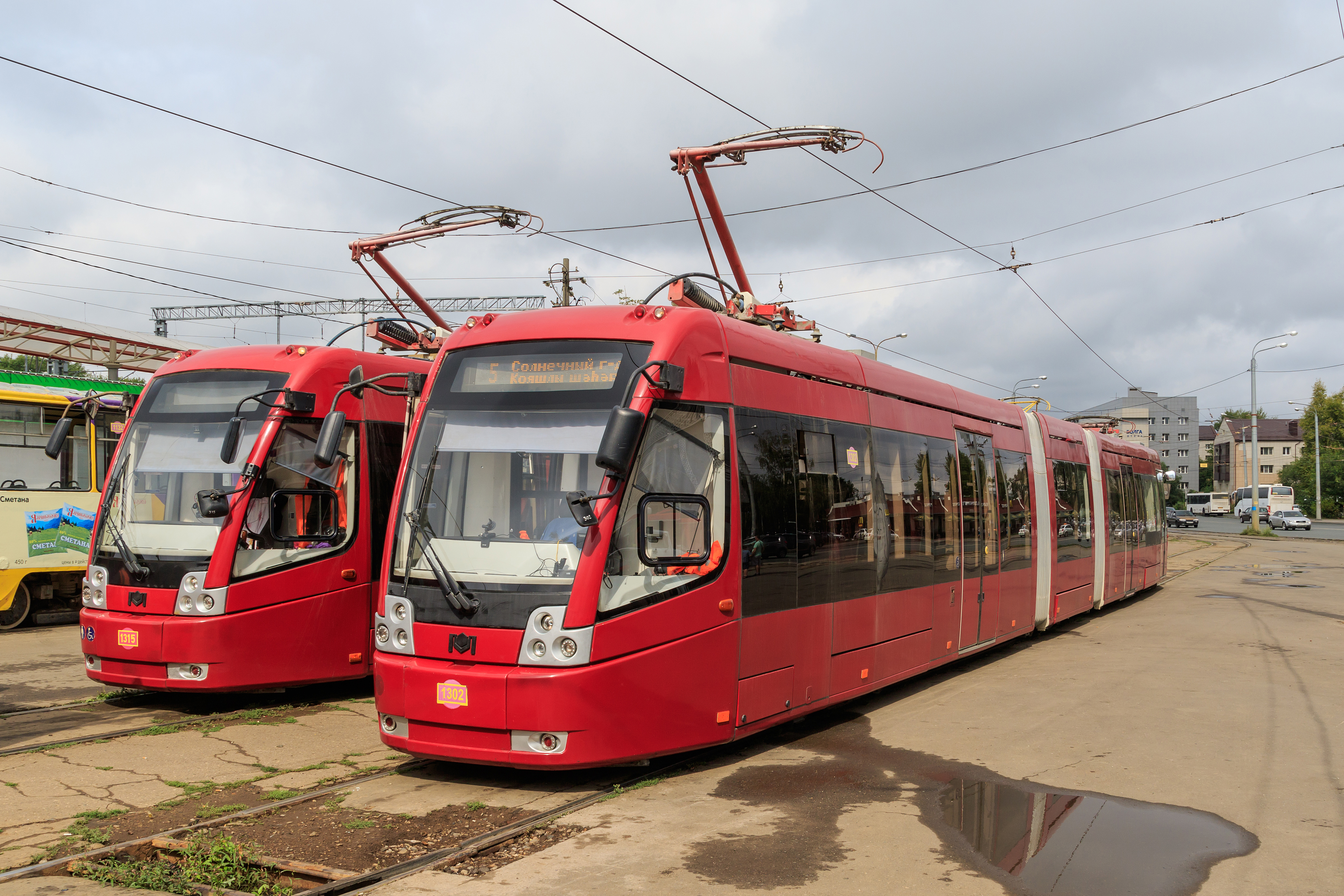
АКСМ-84300 в Казані
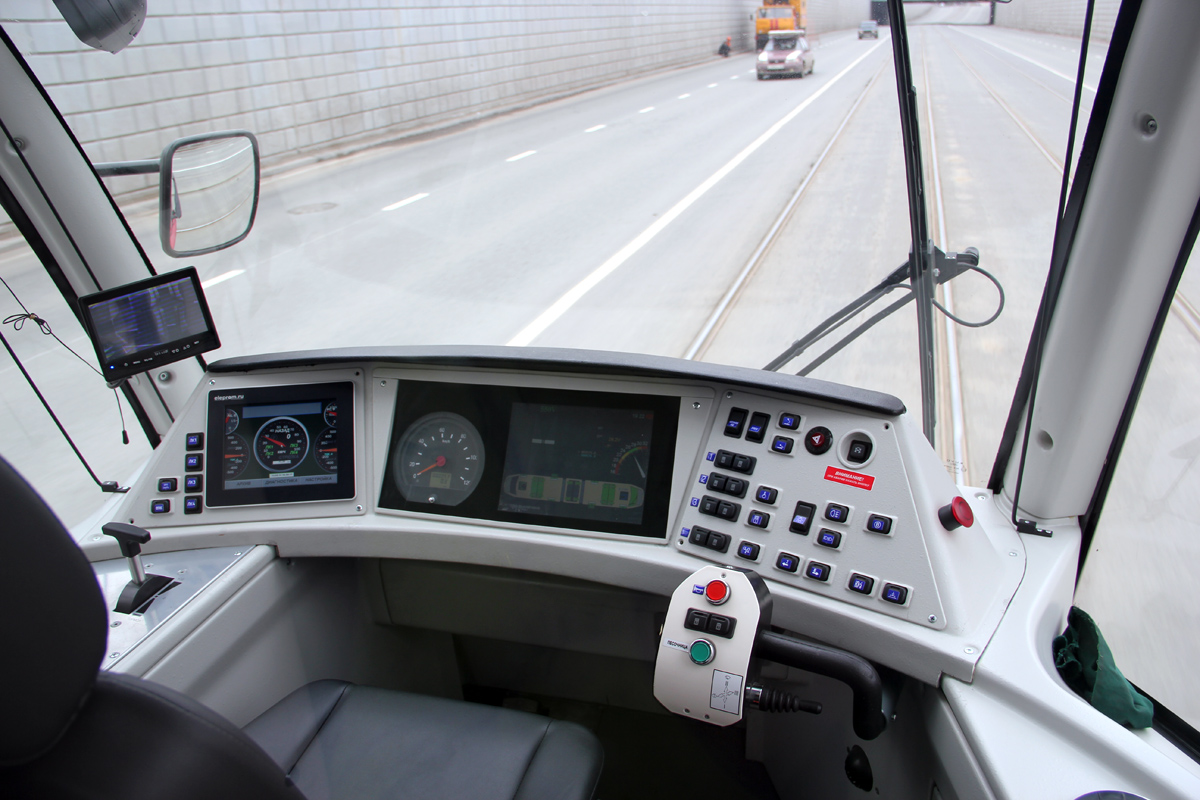
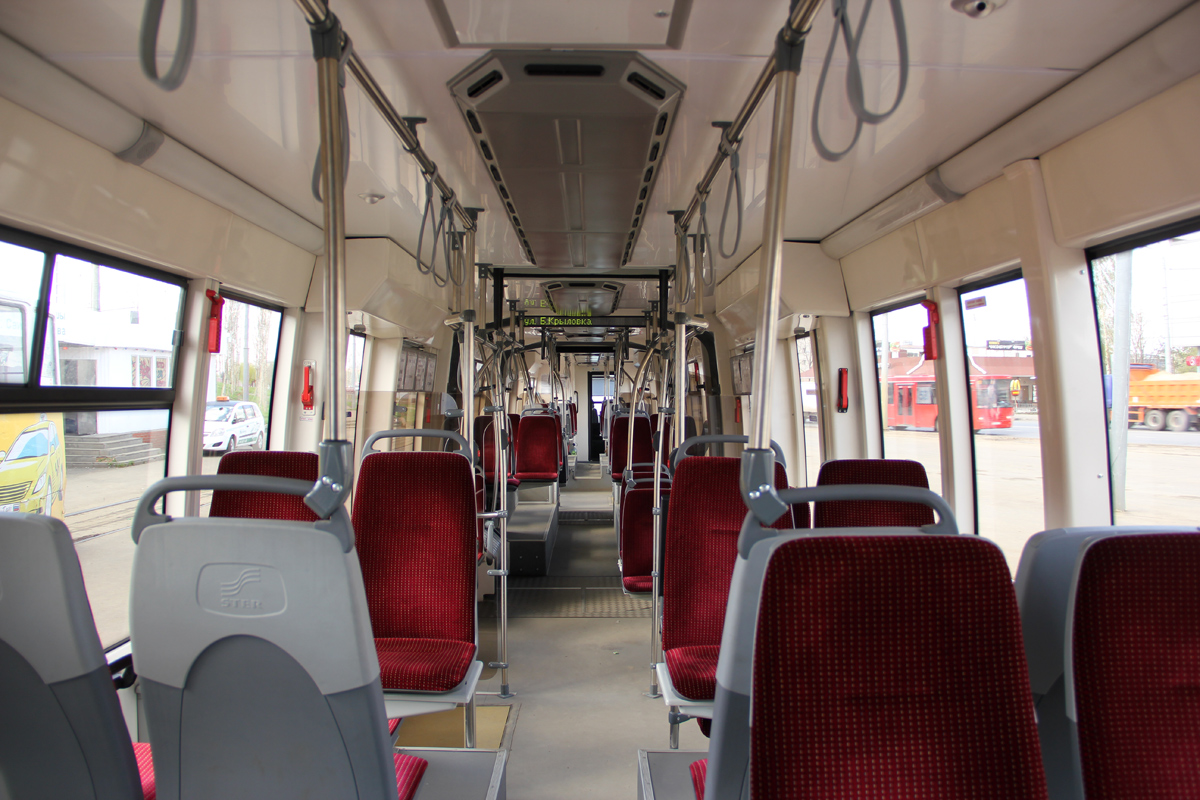